# Калиново (Свердловская область)
Кали́ново — посёлок в Невьянском районе Свердловской области России. Входит в Невьянский муниципальный округ. Расположен на озере Таватуй.
Ранее посёлок был центром Калиновского поссовета Невьянского района. С 1944 по 2004 год Калиново имело статус рабочего посёлка (посёлка городского типа).

## География
Посёлок Калиново расположен на западном берегу живописного уральского озера Таватуй, при впадении в него речки Калиновки. На противоположном берегу озера находится посёлок Таватуй (бывшая старообрядческая деревня). На юге Калинова в озеро впадает река Витилка. В западных окрестностях посёлка расположено небольшое озеро. В нём берёт начало водоток, впадающий севернее в реку Нейву.
К юго-западу и западу от Калинова расположены горы Среднего Урала, покрытые сосново-берёзовыми лесами. В двух километрах юго-западнее посёлка находится гора Козлова, в четырёх километрах к востоко-юго-востоку от Калинова возвышается гора Дедова, протянувшаяся в виде хребта.
Посёлок Калиново расположен к северо-западну от Екатеринбурга, приблизительно в 40 километрах к югу от районного центра — города Невьянска и в 15 километрах к юго-юго-востоку от ближайшего города Новоуральска. В окрестностях посёлка проходит автодорога г. Новоуральск — п. Мурзинка — с. Таватуй. Ранее дорога проходила через само Калиново, сейчас же существует объездная дорога. В двух километрах западнее посёлка проходит ветка Нижний Тагил — Екатеринбург Свердловской железной дороги, где расположен остановочный пункт Калиново. Примерно в 8 километрах от посёлка по автодороге расположена железнодорожная станция Мурзинка, с которой связан веткой промышленного назначения Калиновский химический завод.
Ближайшие к Калинову населённые пункты:
- село Тарасково (в 5 км к западу),
- посёлок Мурзинка (в 5,5 км к северо-западу),
- посёлок Невьянский Рыбзавод (в 1,5 км к юго-юго-востоку),
- посёлок Таватуй (в 4 км к северо-востоку)[2].

## История посёлка
Возникновение посёлка Калиново связано со строительством в 1915 году на берегу озера Таватуй Таватуйского динамитного завода (ныне Калиновский химический завод). Царским правительством России во время Первой мировой войны было принято решение о создании оборонных предприятий в глубоком тылу. В числе их оказался Таватуйский динамитный завод. К концу 1917 года завод был построен, но в строй действующих не был введен в связи с началом революционных событий в России.
Во время Гражданской войны динамитный завод попал в эпизод так называемой Верх-Нейвинской операции, целями которой были овладение белочехами Верх-Нейвинским заводом и разгром красных войск. 24 августа 1918 года  8-я рота 3-го стрелкового полка Яна Жижки под командованием прапорщика Чила  атаковала динамитный завод, выбила красных, но поздно вечером из-за контрудара вынуждена была его оставить. Обходным манёвром чехословаки заняли 26 августа Верх-Нейвинск, а окруженные части красных были разбиты. Под властью белогвардейцев завод находился до середины июля 1919 года. 

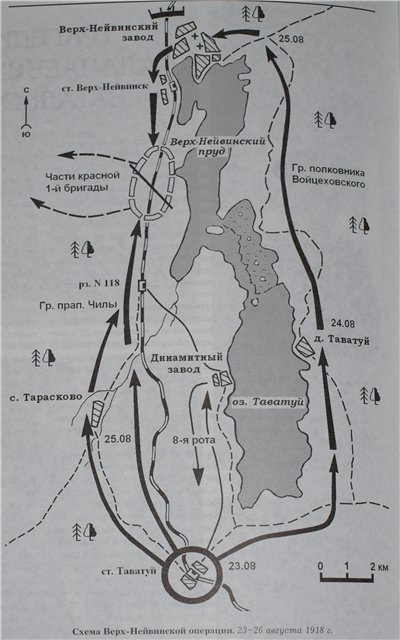

В 1930-х годах на заводе было организовано производство армейских двуколок, а затем на заводских площадях были созданы Таватуйские базисные склады Наркомата боеприпасов СССР. На базе этих складов постановлением Государственного комитета Обороны СССР от 18.08.1941 № 510 и приказом Народного комитета Боеприпасов СССР от 22.08.1941 № 440 был создан завод для производства промышленных ВВ под названием «Завод № 594», в дальнейшем названный Калиновским химическим заводом.
В декабре 1941 — январе 1942 года прибыли ИТР и рабочие, эвакуированные с завода им. Г. И. Петровского, который располагался в Ворошиловградской области. К концу июля 1942 года были сданы в эксплуатацию производство аммонита и вспомогательные участки, а в начале августа 1942 года предприятие выпустило первую продукцию.
26 июля 1944 года населённому пункту Калиново Указом Президиума Верховного Совета РСФСР был присвоен статус рабочего посёлка.
11 октября 1995 года на Калиновском химическом заводе при сжигании производственных отходов прогремел взрыв, в результате которого сгорел целый цех. После взрыва, который был слышен в посёлке, в цехе начался пожар: горел тротил.
Законом Свердловской области от 12 октября 2004 года № 112 с 31 декабря того же года Калиново утратило статус посёлка городского типа и было преобразовано в сельский населённый пункт.
В сентябре 2009 года, чтобы не допустить банкротства Калиновского химического завода, правительством России была предоставлена субсидия за счёт средств  федерального бюджета.

## Население
| 1959 | 1970  | 1979  | 2002  | 2010  | 2021  |
| ---- | ----- | ----- | ----- | ----- | ----- |
| 3500 | ↗3820 | ↘3596 | ↘3379 | ↘2949 | ↘2240 |

## Известные уроженцы, жители
- Макамединов, Алфис Масалимович (род. 1963) — российский биатлонист и лыжник. Трёхкратный серебряный призёр зимних Паралимпийских игр. Заслуженный мастер спорта России по биатлону и лыжным гонкам среди спортсменов с ПОДА.

## Инфраструктура
В посёлке работают дом культуры, библиотека, средняя школа, детская школа искусств, детский сад, отделение общей врачебной практики, отделения «Почты России» и Сбербанка. В посёлке есть несколько ТСЖ и три садоводческих товарищества, работают несколько магазинов, в том числе универмаг «Монетка», работают несколько пунктов выдачи заказов.

## Достопримечательности

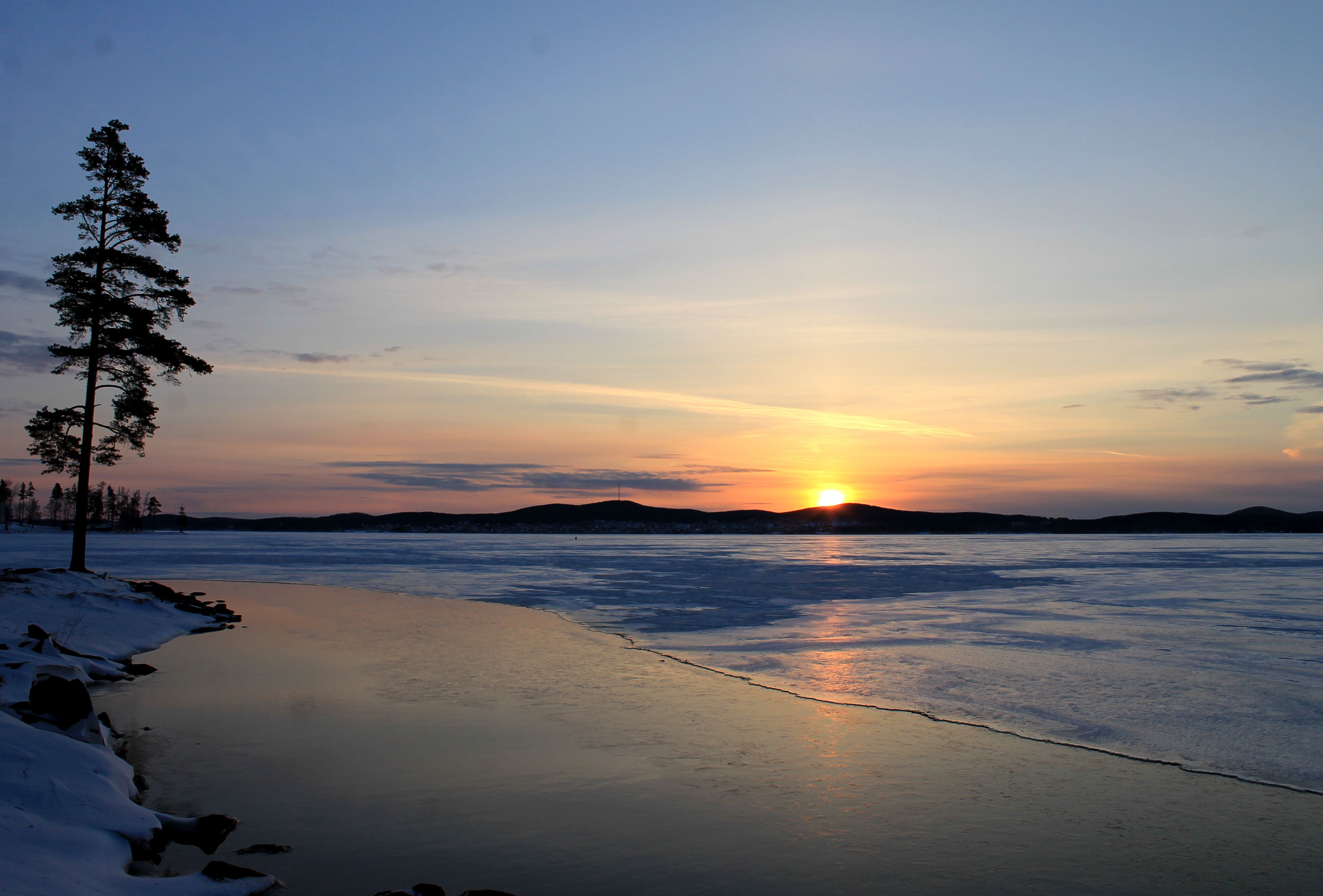

На берегу озера Таватуй находится мемориал в честь Победы в Великой Отечественной войне.
На территории посёлка, на улице Ярославского, находится памятник эпохи неолита Жабья горка (координаты: 57.133381; 60.147072).

## Калиново в искусстве
Пейзажи поселка вдохновляли В. Воловича. На его этюдах  запечатлена та самая «Жабья горка», любимое место отдыха жителей и гостей посёлка «Островок». Много рисовал Калиново и окрестности художник-гравер Вейберт Л.П.: "Вечер на озере", "Озеро Таватуй", "Озеро Таватуй, 1981".
В Калинове жил и писал свои замечательные детские книги и рисовал картины Евгений Иванович Пинаев. К нему в гости часто наведывался его друг, замечательный детский писатель Владислав Крапивин.